# Western Football League (angol labdarúgó-bajnokság)
A Western Football League Bristol, Cornwall, Devon, Dorset, Gloucestershire, Somerset és Wiltshire megyéinek amatőr labdarúgó ligája. Az angol labdarúgó-bajnokság kilencedik és tizedik szintjét képviselik versenysorozataik.
Legfelsőbb osztálya a Premier Division, amely alatt a tizedik osztályt képviselő Division One helyezkedik el. A divíziók összesen 42 klub részvételét biztosítják a ligában.

## Története
1892-ben Bristol and District Football League néven hozták létre a bajnokságot, azonban 1895-ben felvették a Western Football League nevet.
A liga sokáig első számú sorozata volt Délnyugat-Anglia labdarúgásának, azonban az Angol labdarúgó-szövetség által módosult az országos bajnoki rendszer és mára a Southern League feltöltő bajnokságává vált.

## A bajnokság rendszere

A Western Football League sötétzöld színnel jelölve

Mindegyik részt vevő két alkalommal mérkőzik meg ellenfelével.
A győztes 3 ponttal lesz gazdagabb, döntetlen esetén 1 pontot kap mindkét csapat, a vereségért nem jár pont.
Premier Division: 
A bajnokság első helyezettje a következő évben az Southern League D1 South & West bajnoki sorozatában folytathatja, míg a két kieső csapat a másodosztály (Divison One) tagjává válik a következő szezonban.
Division One:
Az első két helyezett az WFL első osztályában (Premier Division) szerepelhet, a kieső csapat pedig a Hampshire Premier Football League első osztályába távozik.
A területi besorolásoktól függően – ha az előző évhez képest bármely kilencedik osztályú bajnokság létszáma a feljutások és kiesések végett ellentétessé válik –, az FA jogosult a liga együtteseiből áthelyezni klubokat más régióba.

## A liga korábbi elnevezései
- 1986–2004:  Western Football League
- 2004–2006:  Division One,  Division Two,  Division Three
- 2006–2007:  Premier Division,  Division One,  Division Two
- 2007–napjainkig:  Premier Division,  Division One

## Külső hivatkozások
- Hivatalos honlap
- RSSSF
- Football Club History Database